# 行方幹
行方 幹（1855年〈安政2年11月〉 - 1910年〈明治43年〉1月22日）は、明治時代の官吏。幼名は豊太郎。

## 経歴
戸村藤兵衛の二男として、上総国武射郡上大蔵村（豊岡村、松尾町を経て現山武市）に生まれる。のち行方佐兵衛の養嗣子となる。漢学を修め、1871年（明治4年）16歳にして千葉県大書記官となり、千葉県雇吏、東葛飾郡書記、千葉県収税属、税務費会計主務、同副長、収税課地方税掛長、収税庶務課長、収税部税務課長を歴任した。1893年（明治26年）1月、千葉県香取郡長に就任し、以来長柄郡長、上埴生郡長、君津郡長、千葉郡長を経て、1902年（明治35年）5月、同県山武郡長に就任した。郡長在任中に死去した。